# Hadena phaulocyria
Hadena phaulocyria là một loài bướm đêm trong họ Noctuidae.